# Episodi di Corky, il ragazzo del circo (seconda stagione)
La seconda stagione della serie televisiva Corky, il ragazzo del circo (Circus Boy) è andata in onda negli Stati Uniti dal 19 settembre 1957 al 12 dicembre 1957 sulla ABC.
| nº | Titolo originale           | Prima TV USA      | Titolo italiano | Prima TV Italia |
| -- | -------------------------- | ----------------- | --------------- | --------------- |
| 1  | Elmer, the Rainmaker       | 19 settembre 1957 |                 |                 |
| 2  | Royal Roustabout           | 26 settembre 1957 |                 |                 |
| 3  | Bimbo Jr.                  | 3 ottobre 1957    |                 |                 |
| 4  | Alex the Great             | 10 ottobre 1957   |                 |                 |
| 5  | Return of Casey Perkins    | 17 ottobre 1957   |                 |                 |
| 6  | Major Buffington           | 24 ottobre 1957   |                 |                 |
| 7  | The Clemens Boys           | 31 ottobre 1957   |                 |                 |
| 8  | The Magic Lantern          | 7 novembre 1957   |                 |                 |
| 9  | The Dancing Bear           | 14 novembre 1957  |                 |                 |
| 10 | The Marvelous Manellis     | 21 novembre 1957  |                 |                 |
| 11 | Uncle Cyrus                | 28 novembre 1957  |                 |                 |
| 12 | The Judge's Boy            | 5 dicembre 1957   |                 |                 |
| 13 | The Return of Buffalo Bill | 12 dicembre 1957  |                 |                 |

## Elmer, the Rainmaker
- Prima televisiva: 19 settembre 1957

### Trama
- Guest star: Sterling Holloway (Elmer Purdy), Stanley Andrews (sceriffo Hicks), Bill Hale (Deputy - Jeff), Jack Kenny (1st Rancher), Norman Leavitt (2nd Rancher)

## Royal Roustabout
- Prima televisiva: 26 settembre 1957

### Trama
- Guest star: Peter J. Votrian (Eric), Robert Warwick (Count Brecht), Grant Withers (Keogh), Pamela Baird (April)

## Bimbo Jr.
- Prima televisiva: 3 ottobre 1957

### Trama
- Guest star: Andy Clyde (colonnello Jack), Billy Griffith (Old Codger), Sydney Mason (sceriffo), Joe Kirk (Bano), Bimbo Jr. (Bimbo, Jr.)

## Alex the Great
- Prima televisiva: 10 ottobre 1957

### Trama
- Guest star: Barry Russo (Alex Conrad), Patrick Waltz (Jim Freeman), Don Diamond (Zarno), Joyce Vanderveen (Alice Freeman), Fred Kohler Jr. (Sebastian), Bimbo Jr. (Bimbo, Jr.)

## Return of Casey Perkins
- Prima televisiva: 17 ottobre 1957

### Trama
- Guest star: Ralph Moody (Casey Perkins), Will Wright (Sourdough Harry), George Keymas (Two Knives), Joseph Vitale (Broken Claw), Bimbo Jr. (Bimbo, Jr.)

## Major Buffington
- Prima televisiva: 24 ottobre 1957

### Trama
- Guest star: Thurston Hall (maggiore Buffington), Jesse White (Spike Marlin), Willard Waterman (sindaco Humphrey), Phil Tead (Mr. Little), Bimbo Jr. (Bimbo, Jr.), Coco Dolenz (Coco)

## The Clemens Boys
- Prima televisiva: 31 ottobre 1957

### Trama
- Guest star: Robert Easton (Lem Clemens), Stephen Pearson (Jody Clemens), Dennis Moore (Gus), Bimbo Jr. (Bimbo, Jr.)

## The Magic Lantern
- Prima televisiva: 7 novembre 1957

### Trama
- Guest star: Sterling Holloway (Elmer Purdy), Ed Hinton (sceriffo), Karl Swenson (Lars Larsen), Lee Giroux (Sam Conway), Bimbo Jr. (Bimbo, Jr.)

## The Dancing Bear
- Prima televisiva: 14 novembre 1957

### Trama
- Guest star: Alex Gerry (Karl Hofer), George Eldredge (sceriffo)

## The Marvelous Manellis
- Prima televisiva: 21 novembre 1957

### Trama
- Guest star: Manning Ross (Jean Manelli), Norman Alden (Pierre Manelli), Linda Gay (Marie Manelli), Bimbo Jr. (Bimbo, Jr.)

## Uncle Cyrus
- Prima televisiva: 28 novembre 1957

### Trama
- Guest star: Lucien Littlefield (zio Cyrus), Lorna Thayer (Zelda), Harry Hickox (Fuller), Fred Kruger (Jim McNaughton), Billy Barty (Little Tom), Jo Jo the Chimp (Jo Jo the Chimp)

## The Judge's Boy
- Prima televisiva: 5 dicembre 1957

### Trama
- Guest star: Ralph Clanton (giudice Bradley Sheldon), Paul Engle (Carlton Sheldon), William Phipps (Dirk Keyes), Ed Hinton (Glenn Keyes), Bimbo Jr. (Bimbo, Jr.), Leonard P. Geer (scagnozzo)

## The Return of Buffalo Bill
- Prima televisiva: 12 dicembre 1957

### Trama
- Guest star: Dick Foran (Buffalo Bill Cody), Anne Nagel (Louisa Cody), Ahna Capri (Irma Cody), Bimbo Jr. (Bimbo, Jr.)